# Nothopleurus madericus
Nothopleurus madericus är en skalbaggsart som först beskrevs av Skiles 1978.  Nothopleurus madericus ingår i släktet Nothopleurus och familjen långhorningar. Inga underarter finns listade i Catalogue of Life.